# برونو مارتيلا
برونو مارتيلا (بالإيطالية: Bruno Martella)‏ (14 أغسطس 1992 بأتري في إيطاليا - ) هو لاعب كرة قدم إيطالي في مركز الدفاع. لعب مع نادي بيروجيا ونادي بيزا ونادي سامبدوريا ونادي كروتوني ونادي فياريجو.

## وصلات خارجية
- برونو مارتيلا على موقع قاعدة بيانات كرة القدم.إي يو (الإنجليزية)
- برونو مارتيلا على موقع Soccerway.com (الإنجليزية)
- برونو مارتيلا على موقع عالم كرة القدم.نت (الإنجليزية)
- برونو مارتيلا على موقع AS.com (الإسبانية)